# Kyrkogångsplikt
Kyrkogångsplikt avsåg befolkningens skyldighet att närvara vid veckolig högmässa och andra större helgdagar.
Kyrkogångsplikten avskaffades i Sverige i och med 1809 års regeringsform, men fortlevde därefter i Finland.[källa behövs] Samtidigt upphörde det formella tvånget till nattvardsgång. Avskaffandet markerar därmed ett första steg mot en mer oreglerad religionsfrihet i Sverige.
För personer som bodde långt från kyrkan kunde plikten anpassas. De som bodde inom en mils radie förväntades närvara varje helg, medan de som bodde längre bort kunde få tillåtelse att delta varannan gång.  I norra Sverige, där avstånden ofta var stora, uppfördes kyrkstäder som Bonnstan i Skellefteå, Malå lappstad, och Gammelstads kyrkstad utanför Luleå. Dessa fungerade som tillfälliga boenden för långväga besökare under kyrkhelgerna.
Kyrkogångsplikten fungerade som ett verktyg för social kontroll och samhörighet. Genom att samla alla på samma plats varje vecka kunde kyrkan och staten övervaka och påverka befolkningen. Den bidrog också till att upprätthålla en religiös enhet inom landet, vilket var viktigt för den lutherska statskyrkan. Kyrkogångsplikten är ett exempel på hur religion och statsmakt har samverkat för att forma samhället och dess normer. Avskaffandet av kyrkogångsplikten speglar en bredare rörelse mot sekularisering och individens rättigheter i Sverige.
Traditionen att samlas för kyrkkaffe och umgänge efter gudstjänsten lever kvar i många församlingar och har delvis sin grund i kyrkogångsplikten.

### Fotnoter
1. ↑  Jorun Skagerberg (26 februari 2014). ”Kyrkstigar i Roslagen”. Sportbladet. sid. 5.. Arkiverad från originalet den 13 april 2016. https://web.archive.org/web/20160413001518/http://www.ridledroslagen.se/wp-content/uploads/Ridled-Roslagen-p%C3%A5-Kyrkstigar-slutrapport-webb.pdf. Läst 9 februari 2016.